# 訴状 (訴訟文書)
訴状（そじょう）は、日本の中世における訴訟文書の1つ。
訴訟人（原告）が、訴訟機関（朝廷・幕府・本所）に対して、自己の権利の正当性及び他者による侵害の排除を求めて訴えを起こすための上申文書である。

## 概要
古代において訴訟の提起には解文・申状の書式が用いられていたため、そのまま「解文」「申状」の名称も用いられていたが、平安時代以後にその内容（訴訟の提起）により、「訴状」という名称が用いられるようになった。また、南北朝時代以後には目安と呼ばれる箇条書の書式も用いられたことから「目安」という名称も用いられていた。訴状は公式様文書の1つである解の系統を引くため、書式にもその名残が残されている。訴状には通常は竪紙が用いられ、書出は差出人の名（某）とともに「某謹言上（つつしんでごんじょうす）」「某謹訴申（つつしんでうったえもうす）」などに始まり、書止は「仍粗言上如件（よってあらあらごんじょうくだんのごとし）」「訴申如件（うったえもうすことくだんのごとし）」で終わる。文中に訴える相手、すなわち論人（被告）の名前と対象となる物権や事柄、訴状と合わせて出される具書（証拠文書）の明細、訴訟理由などを記す。また、初期の文書では日下に差出人名を書かず、宛名（訴訟機関名）も書かない慣例であったが、後にこれらが記された訴状も登場するようになる。また目安を採用した場合には、書出は「目安」、書止は「目安言上如件」の書式を用いた。なお、近世に入ると、願書形式の訴状が現れ、書出は「乍恐書付以御訴訟申上候」、書止は「乍恐可奉申上候、以上」の書状が現れるようになった。
中世の訴訟では、訴人が訴状を訴訟機関に提出すると、訴訟機関は論人（被告）に訴訟機関が発給する問状とともに確認済みの意味で花押・裏封などを施した訴状を送付し、反論を記した陳状の提出を求めた。この行為を“訴状を封じ下す”と呼んだ。更に論人からの陳状を受けた訴人が改めて訴状を作成して論人に反論を行うなど、3回まで訴状と陳状のやりとりを行った（三問三答）。このため、最初の訴状を本解状（ほんげじょう）・初問状（しょもんじょう）と呼び、2回目・3回目をそれぞれ「二問状・三問状」と呼び、この両状を併せて重訴状（じゅうそじょう）・重申状（じゅうもうしじょう）とも呼んだ。なお、判決に不満を持つ者が越訴を行うために出す訴状のことを特に越訴状（おっそじょう）、裁判手続の過誤を訴えるための訴状を庭中訴状（ていちゅうそじょう）と称した。